# ローマ式敬礼

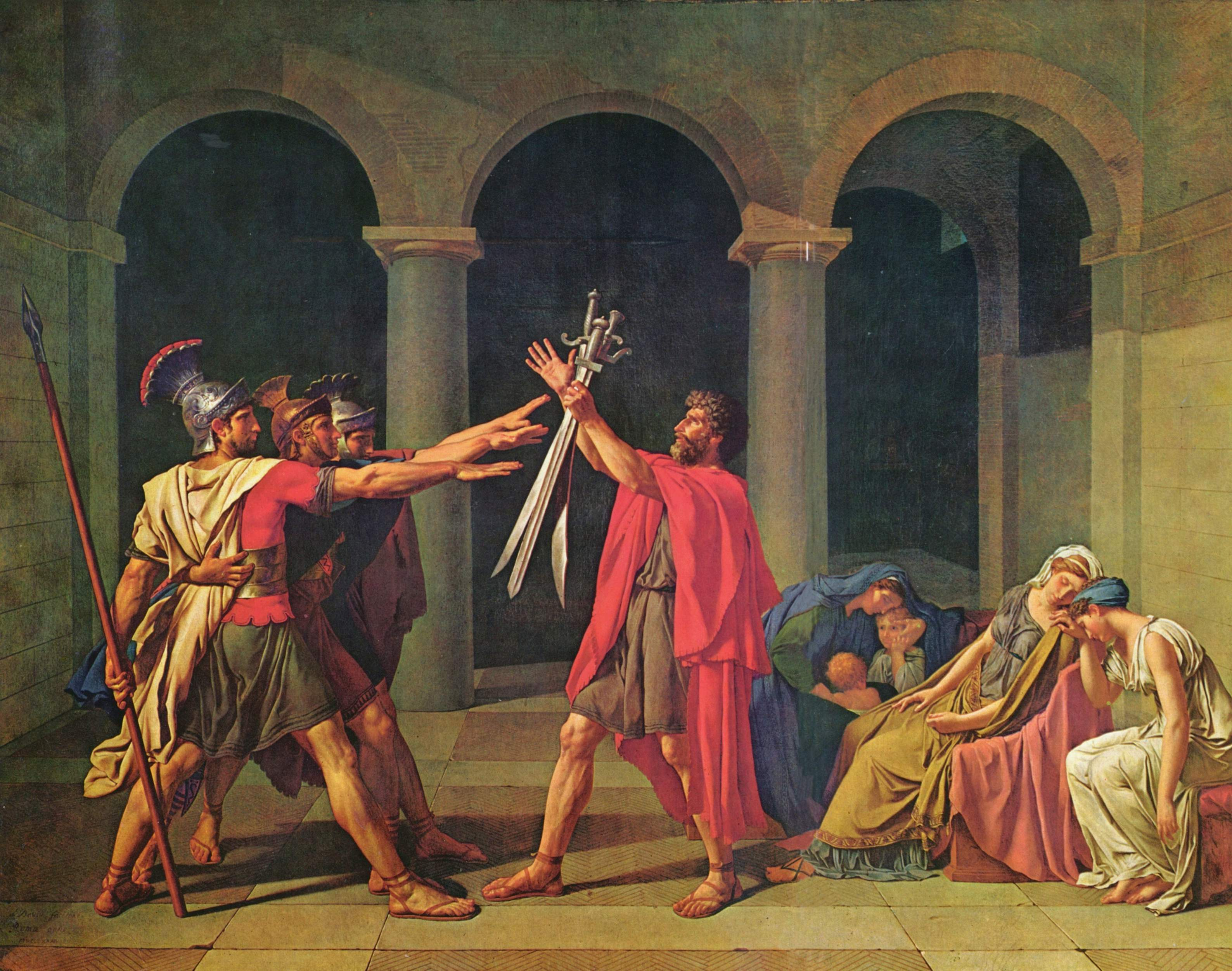
1784年、ジャック＝ルイ・ダヴィッドが描いた絵画『ホラティウス兄弟の誓い』

ローマ式敬礼（ローマしきけいれい）とは、一般には古代ローマが起源とされる敬礼で、手のひらを下に向け、腕と指を完全に伸ばして前方を向くジェスチャー。現代ではファシズムの象徴と広く認識されており、「ナチス式敬礼」とも呼ばれる。

## 起源
一般には古代ローマが起源とされるが、しかし当時の文献には記述が無く、ローマ美術に見られる挨拶のジェスチャーとも類似していない。
1784年、ジャック＝ルイ・ダヴィッドの絵画『ホラティウス兄弟の誓い』により、このジェスチャーと古代ローマとの関連性が生まれ、この関連性は他の新古典主義の芸術作品でさらに広まった。19世紀後半から20世紀初頭にかけて演劇や映画でこのジェスチャーが古代ローマの習慣として描かれ、大衆文化により広まった。
1892年から1942年までアメリカ合衆国では忠誠の誓いとして、類似のジェスチャーであるベラミー式敬礼が使用された。

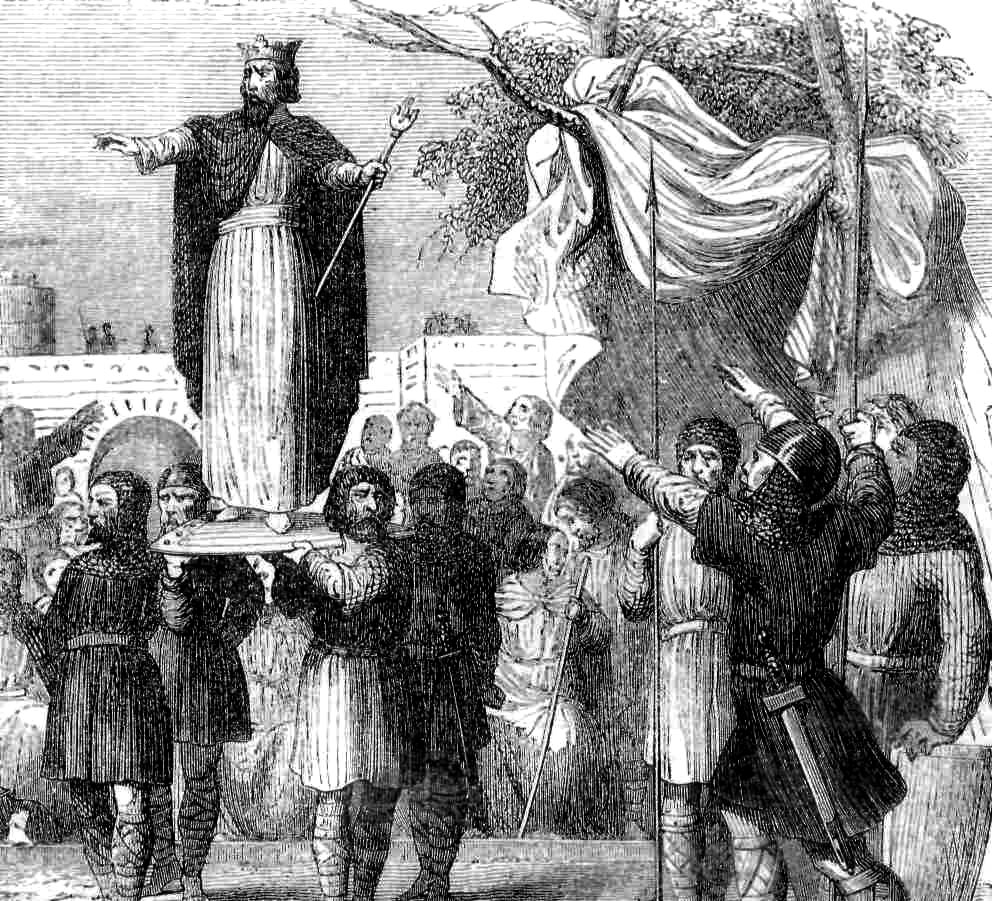
1852年 Illustrated Exhibitor に掲載されたカイザーに対する民衆の敬礼
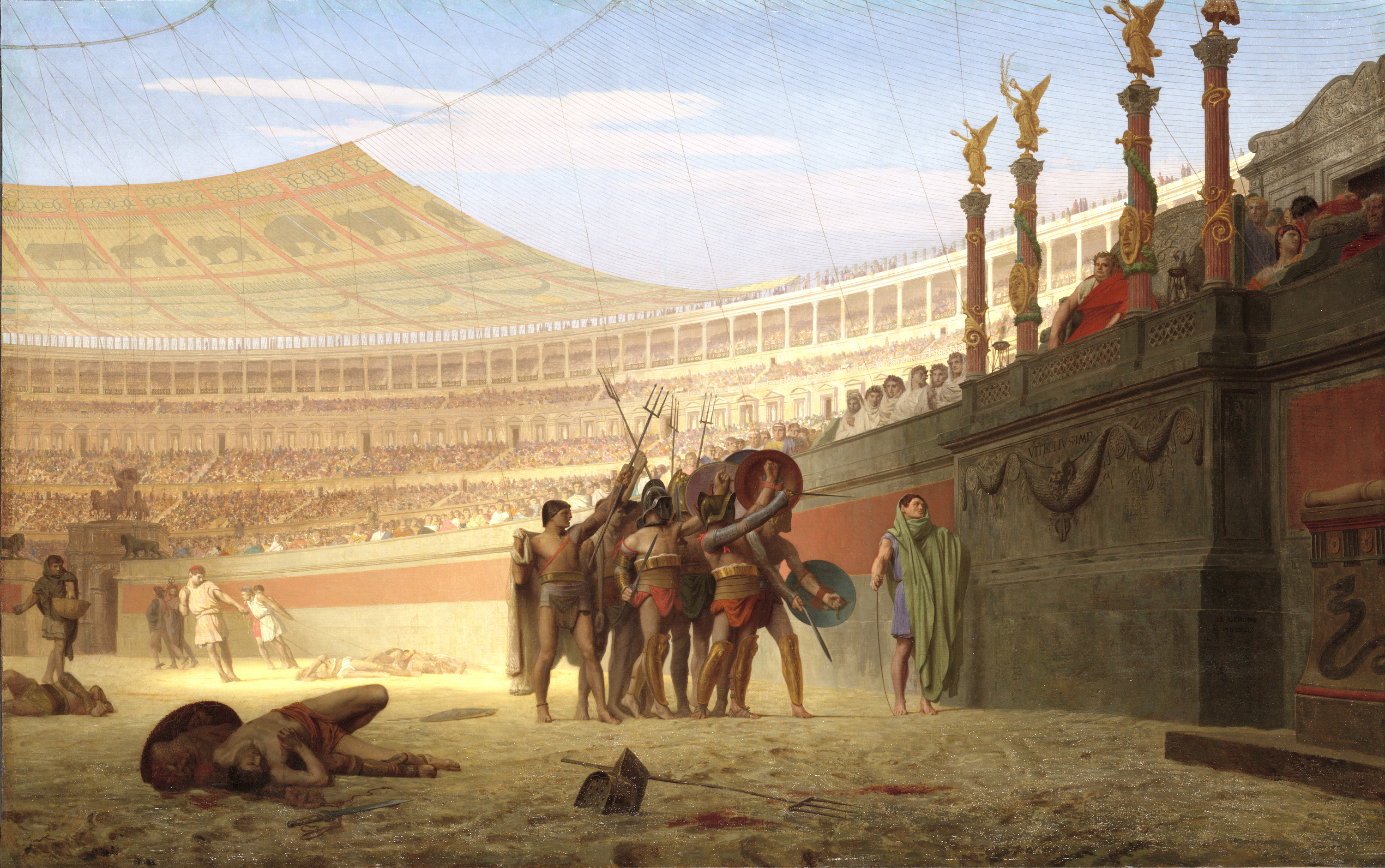
1859年、ジャン＝レオン・ジェロームによる絵画『カエサルへの敬礼』
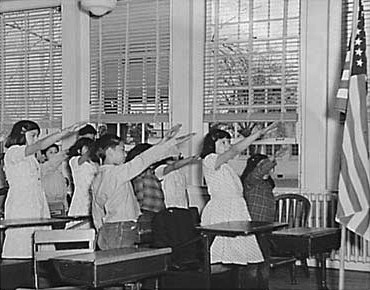
1941年、アメリカ合衆国の小学校で国旗に対してベラミー敬礼をする子供

## ファシストによる採用
1914年、イタリアの民族主義者であるガブリエーレ・ダンヌンツィオが脚本した映画『カビリア』は、『ローマ建国史』をベースとし、古代ローマの敬礼としてこのジェスチャーを採用した。更にダンヌンツィオは1919年に未回収のイタリアの一部であるフィウーメの占領を指導した際に、このジェスチャーを新帝国の儀式として採用した。このジェスチャーはすぐにファシストのシンボルとして採用され、1923年にはムッソリーニ率いるイタリアのファシスト党に段階的に採用された。
1926年にはドイツのナチス党が強制的に採用し、1933年にはナチスが権力を握ったドイツ国家でも採用された（ナチス式敬礼）。
またイタリアやドイツなどの支援や影響を受けたフランコ体制下のスペインなど各国の集団でも使用された。

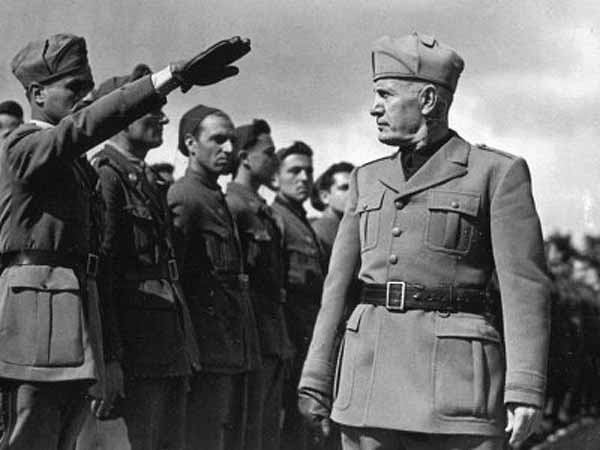
1935-36年の第二次エチオピア戦争で閲兵するムッソリーニに敬礼する兵士
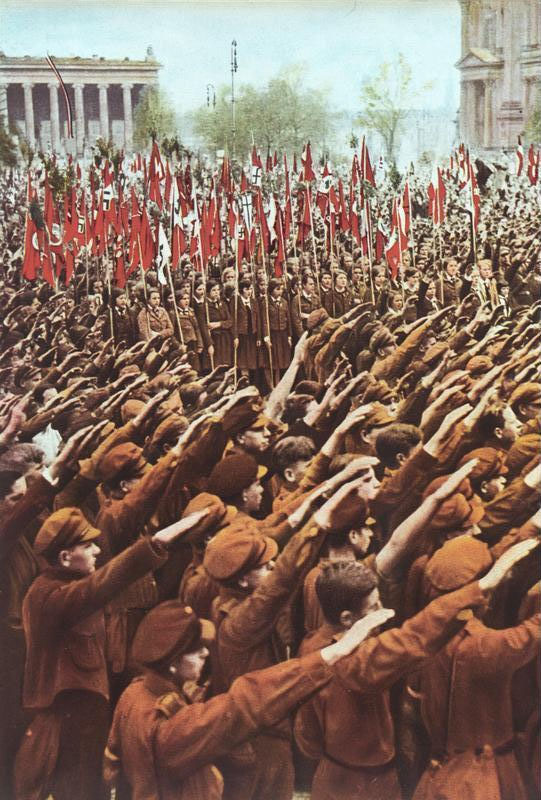
1933年、ベルリンのルストガルテンでの集会でナチス式敬礼を行うヒトラーユーゲント
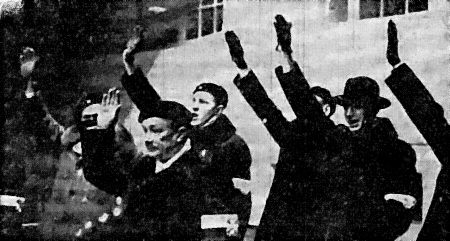
1933年、エストニアの反共組織のVaps運動のAndres Larka将軍による演説
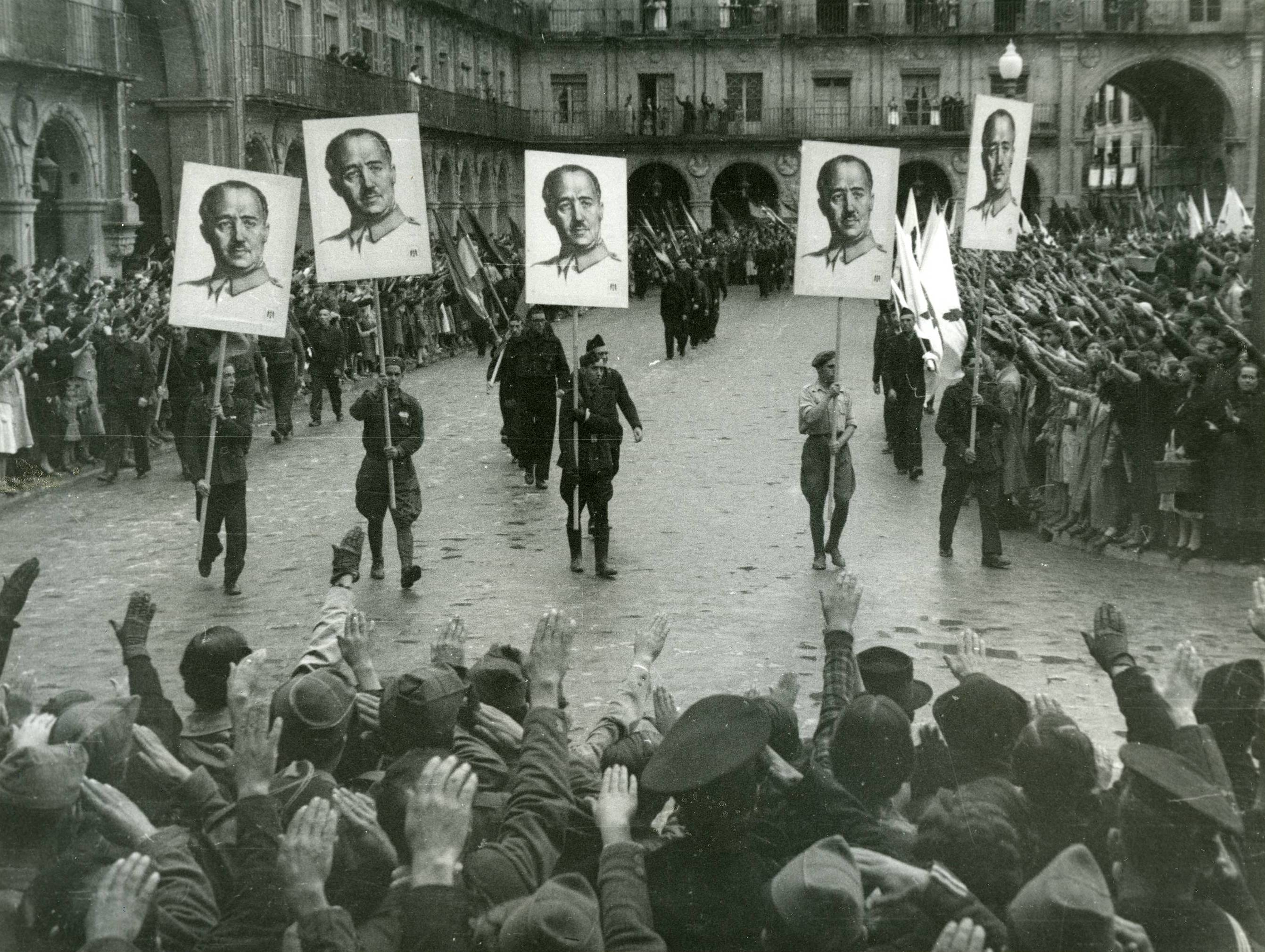
1935年、スペインのサラマンカで、フランコ軍によるヒホンの占領を祝うデモ
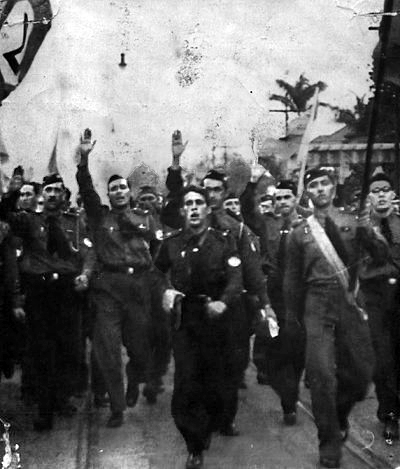
1935年、ブラジルの統合主義
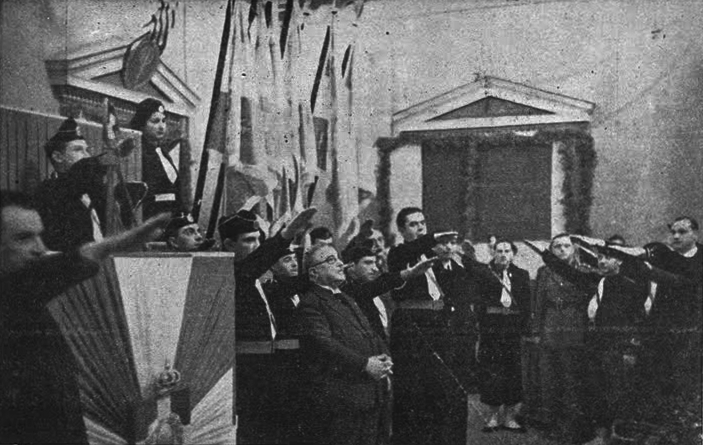
1938年、ギリシャ議会前での首相イオアニス・メタクサスが率いるギリシャ国家青年組織メンバーによる敬礼
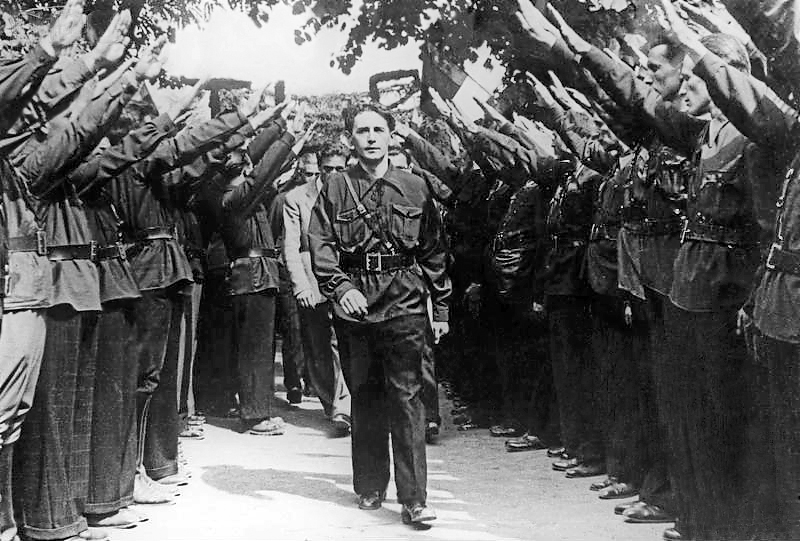
1940年9月、ルーマニアのブカレストでの鉄衛団のホリア・シマとメンバー
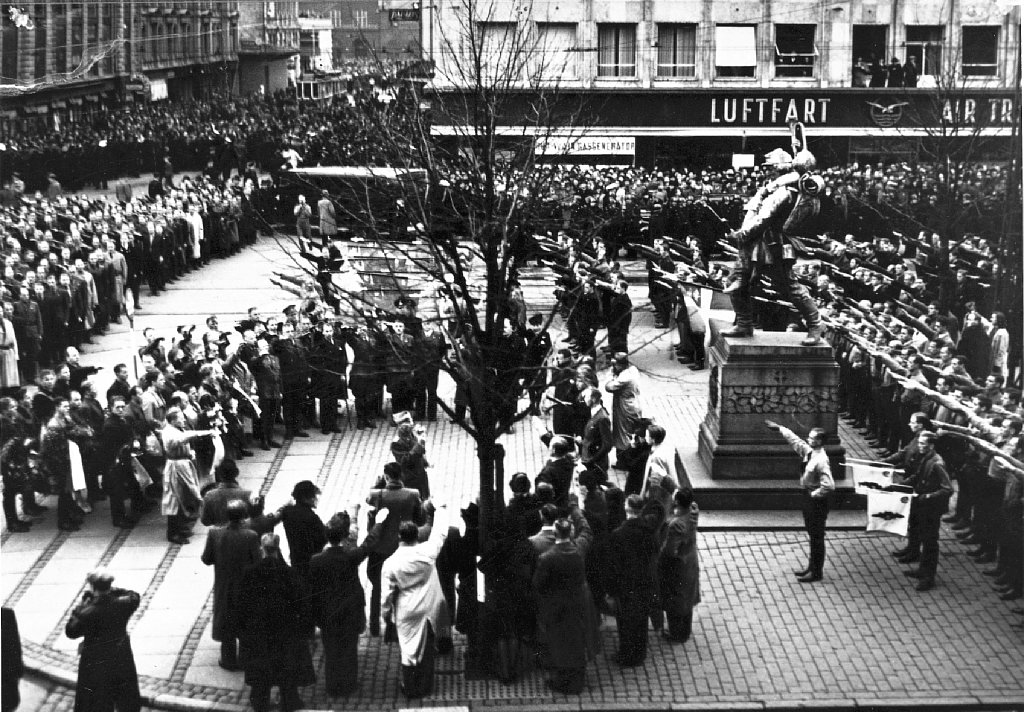
1940年11月、デンマークの市役所広場のリトルホーンブロワーでの国家社会主義デンマーク労働者党(DNSAP)の行進
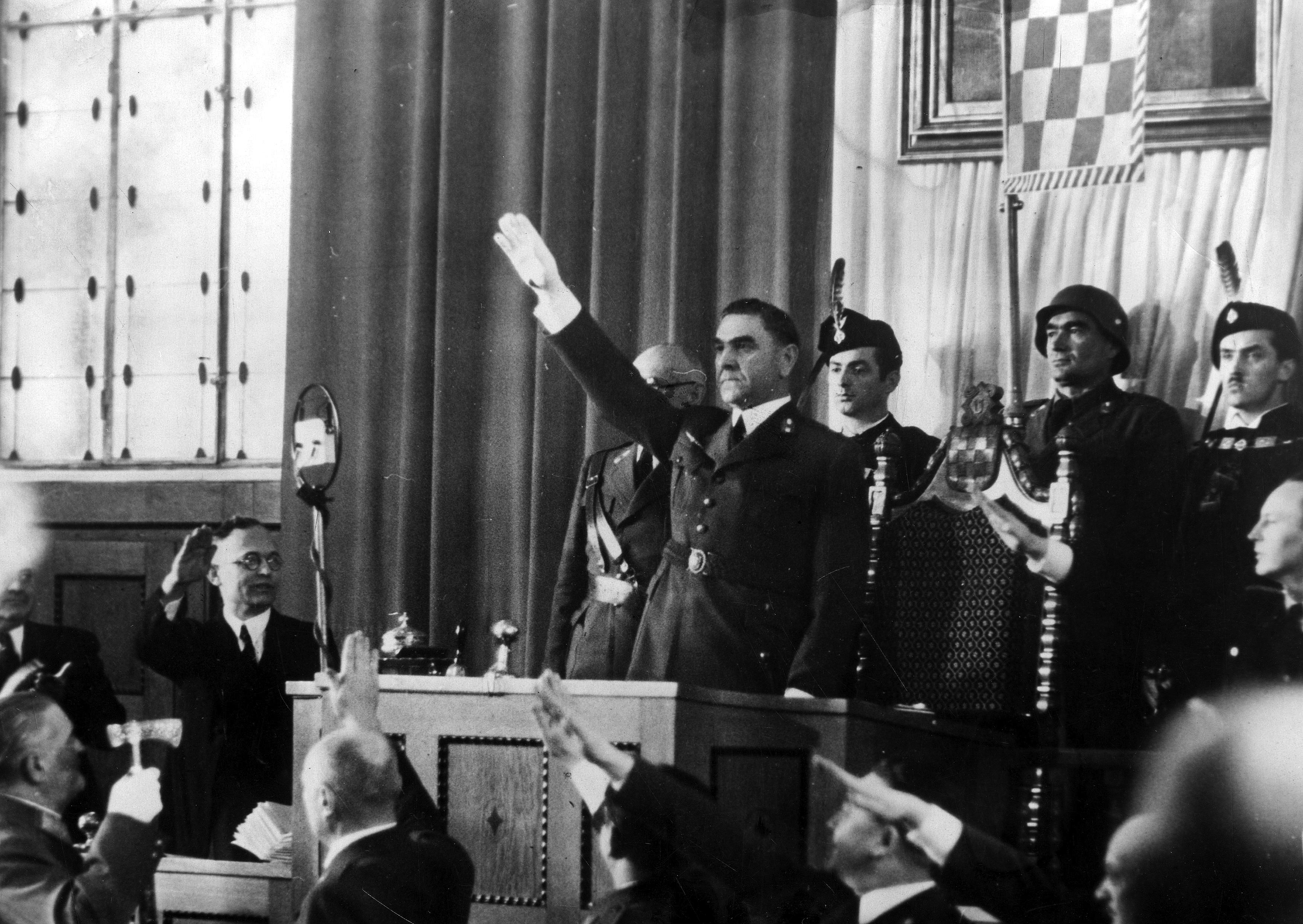
1942年2月、クロアチアの議会でのアンテ・パヴェリッチ首相による敬礼。左下にはファスケスを持つ人の姿が見える。
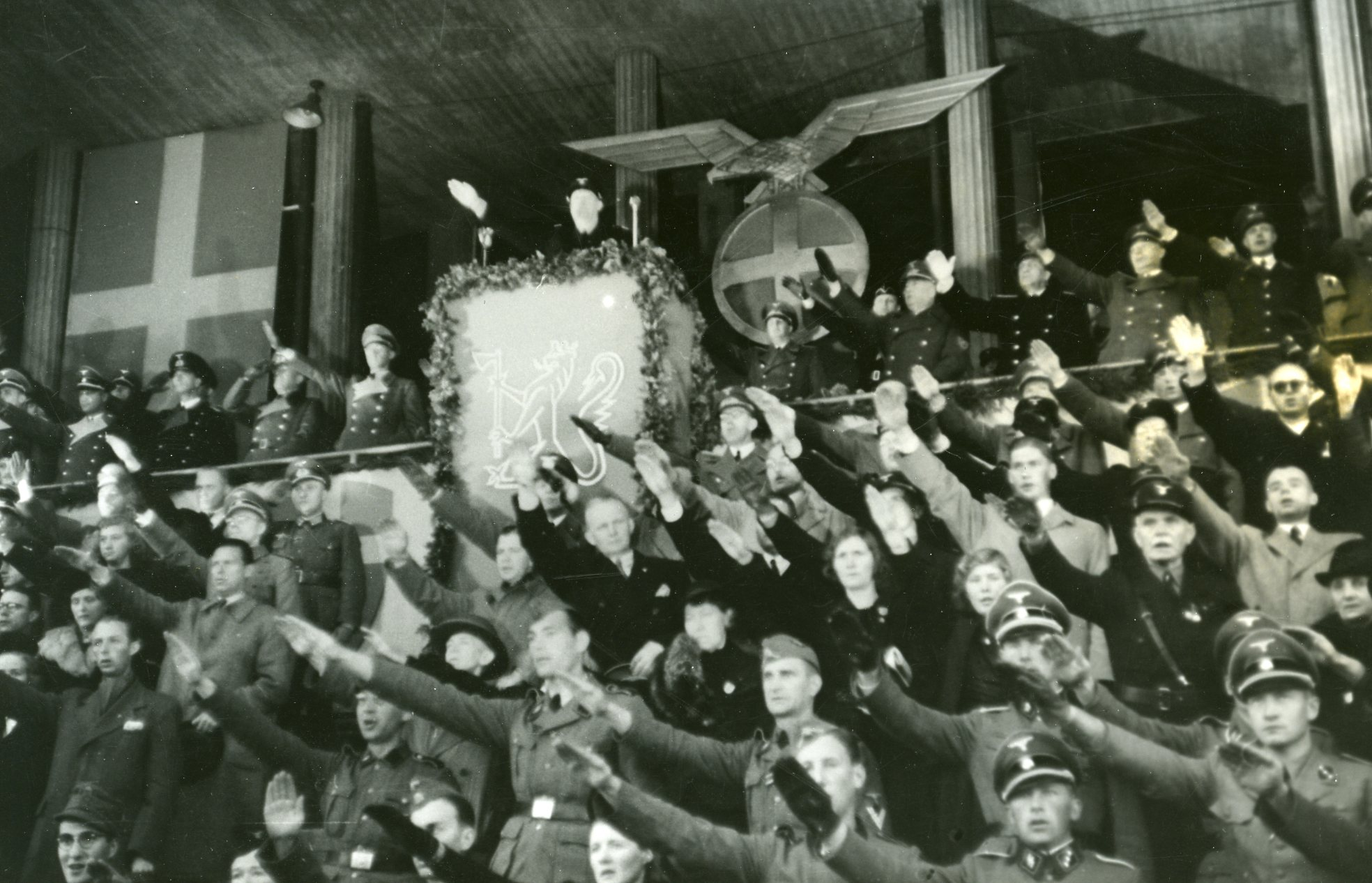
1942年9月、ノルウェーのオスロのビスレット・スタディオンでのノルウェー国家社会主義党の第8回全国大会閉会式
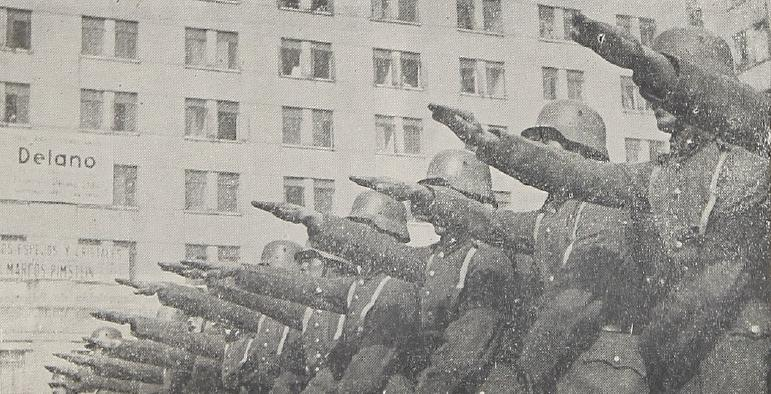
1942年、チリ軍の兵士による敬礼

## 第二次世界大戦後
第二次世界大戦、このジェスチャーを古代ローマまたはファシストと視覚的かつステレオタイプに関連付けた多数の映画が製造された。著名な例は1959年の映画『ベン・ハー』で、カエサルに対するローマ式敬礼が行われるシーンが描かれ、掛け声には「アウェー・カエサル」（ラテン語: Ave Caesar、「カエサル万歳」の意）を表す英語の「ヘイル・シーザー」(英: Hail Caesar) が使われた。
ドイツでは刑法86a条により、芸術的・科学的または教育的な目的以外での使用には、ローマ式敬礼を使用するすべての人に対して最高3年の懲役刑を規定している。一部のネオナチや極右勢力はこの法を逃れる方便として右手の親指と人差し指、中指の3本指を立て、肘を伸ばした腕でかざす抵抗の敬礼（Widerstandgruß）またはキューネン式敬礼（Kühnengruß）で代用する例がみられる。
イタリアでは著名人などが複数使用している。1958年の詩人エズラ・パウンドの帰国時、1968年のムッソリーニの末娘アンナ・マリア・ムッソリーニの葬儀の際、1971年の選挙でのネオファシズム政党イタリア社会運動躍進時の党本部、1983年7月29日のムッソリーニ生誕100周年での数千人の黒シャツ支持者による「ドゥーチェ！ドゥーチェ！」の唱和や墓地への埋葬時、1994年のシルヴィオ・ベルルスコーニの選挙勝利前夜など。
日本では高校野球での選手宣誓や、国民体育大会での選手行進時の表敬などで類似のジェスチャーが使用されており、2007年に東京で開催された第50回市民体育大会などで議論が発生した。
台湾（中華民国）では、公職者の就任宣誓時の敬礼で類似のジャスチャーが使用されている。